# Rosný bod

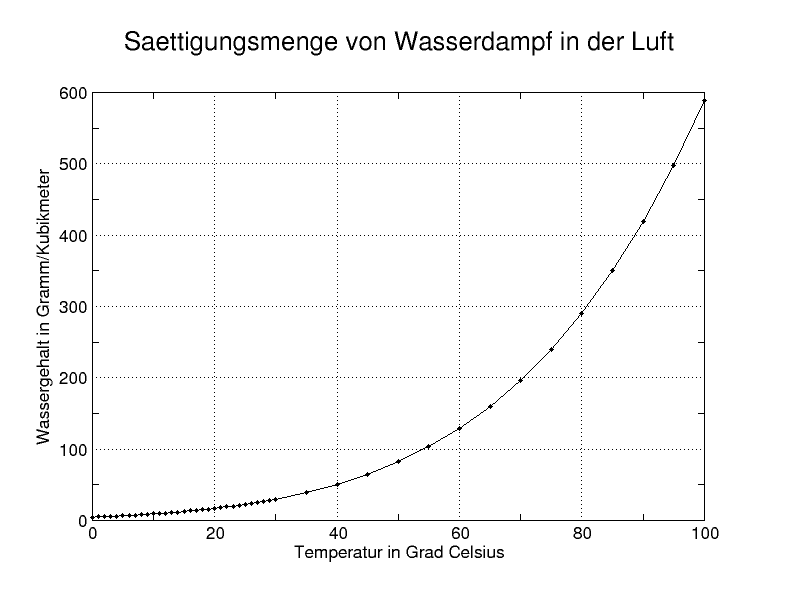
Graf závislosti nasycenosti vodní páry (osa y) na teplotě (osa x)

Rosný bod (teplota rosného bodu) je teplota, při které je vzduch maximálně nasycen vodními parami (relativní vlhkost vzduchu dosáhne 100 %). Pokud teplota klesne pod tento bod, dochází k přesycení a tím nastává kondenzace, přičemž vzniká rosa nebo mlha. Teplota rosného bodu je různá pro různé absolutní vlhkosti vzduchu: čím více je vodní páry ve vzduchu, tím vyšší je teplota rosného bodu, čili tím vyšší teplotu musí vzduch (a pára) mít, aby pára nezkondenzovala. Naopak pokud je ve vzduchu vodní páry jen velmi málo, může být vzduch chladnější, aniž pára zkondenzuje.
Vzduch za určité teploty může obsahovat jen určité množství vodních par. Čím je teplota vzduchu (a tím i páry) vyšší, tím více páry může v jednotce objemu být, aniž začne pára kapalnět. Pokud se vzduch začne ochlazovat, vodní páry začnou kondenzovat.
Přítomnost kondenzačních jader kondenzaci urychlí. Pokud kondenzační jádra nejsou přítomna, nemusí ke kondenzaci dlouho dojít, byť je vlhký vzduch podchlazen pod rosný bod.
Rosný bod lze považovat za jiné vyjádření absolutní vlhkosti vzduchu.

## Definice
Rosný bod je teplota, při níž se vzduch následkem izobarického ochlazování stane nasyceným, aniž by mu byla dodána vodní pára zvnějšku. Při poklesu teploty pod teplotu rosného bodu obvykle dochází ke kondenzaci vodní páry obsažené ve vzduchu, vzniká například rosa nebo mlha. Při relativní vlhkosti menší než 100 % je teplota rosného bodu vždy nižší než teplota vzduchu. Rozdíl mezi teplotou vzduchu a teplotou rosného bodu, který se nazývá deficit teploty rosného bodu, je tím větší, čím je menší relativní vlhkost. V pozorovatelské praxi se určuje zpravidla z psychrometrických tabulek pomocí tlaku vodní páry. Na termodynamických diagramech lze teplotu rosného bodu v dané tlakové hladině přibližně určit takto: nalezneme průsečík suché adiabaty, vycházející ze suché teploty, a nasycené adiabaty, jež vychází z teploty vlhkého teploměru. Z tohoto průsečíku sestoupíme po příslušné izogramě do výchozí tlakové hladiny, kde přečteme teplotu rosného bodu. Lze ji též měřit přímo kondenzačním vlhkoměrem nebo termohygroskopem. Teplota rosného bodu ve spojení s měřenou teplotou patří k základním charakteristikám vlhkosti vzduchu a zakresluje se do synoptických map a aerologických diagramů. Využívá se v řadě empirických vzorců, např. ve Ferrelově vztahu, při předpovědi přízemních mrazů, mlhy apod. Patří ke konzervativním vlastnostem vzduchových hmot. Vztah mezi teplotou vzduchu, teplotou rosného bodu a relativní vlhkostí uvádí např. jako upravenou Clausius-Clapeyronovu rovnici:
{\displaystyle E=E_{0}.\exp(-L/R(1/T-1/273,16))}
kde E značí parciální tlak nasycené vodní páry při teplotě T (v kelvinech), L je skupenské teplo vypařování, R je měrná plynová konstanta vodní páry, E0 je parciální tlak nasycené vodní páry při teplotě 273,16 K. Teplotu rosného bodu získáme tak, že zjištěnou hodnotu E vynásobíme relativní vlhkostí (hodnotou vyjádřenou jako frakční zlomek, např. při 43 % vynásobíme číslo E hodnotou 0,43), tzn. hodnota E nyní vystupuje jako parciální tlak nenasycené vodní páry. Tuto hodnotu zpětně dosadíme do této rovnice a vypočteme novou hodnotu T, kterou pak můžeme interpretovat jako teplotu rosného bodu.

## Výpočet rosného bodu z teploty a vlhkosti
Rosný bod lze vypočítat podle následujícího vzorce. Vstupem je teplota T (ve °C) a relativní vlhkost V (v %). Vzorec obsahuje empiricky stanovené konstanty. Dle výzkumu NOAA je za běžných podmínek přesnost výsledku do 1 %.
{\displaystyle T_{dp}={\frac {243,5\ln({\frac {V}{100}}\cdot e^{\frac {17,67\cdot T}{243,5+T}})}{17,67-\ln({\frac {V}{100}}\cdot e^{\frac {17,67\cdot T}{243,5+T}})}}}
Pro základní odhad je možné použít přibližný vzorec s chybou do 1 °C pro relativní vlhkost větší než 50 %:
{\displaystyle T_{dp}=T-{\frac {100-V}{5}}}

## Příklad
Při sprchování v koupelně se sice mění teplota vzduchu (použitím studené vody může i klesat), hlavně ale odparem vody roste vzdušná vlhkost, čímž stoupá rosný bod. Jakmile rosný bod dosáhne teploty nějakého povrchu v místnosti, začne na takovém povrchu voda kondenzovat. Lze to sledovat například na zrcadle, jehož teplota je nižší než hodnota rosného bodu. Zrcadlo se zarosí. Jakmile se zrcadlo zahřeje na okolní teplotu (přesněji na teplotu vyšší, než je hodnota rosného bodu) nebo častěji až se vlhkost sníží, třeba vyvětráním, sražená vodní pára se odpaří.

## Vnímání výše rosného bodu pro člověka
| Rosný bod v °C | Vnímání u člověka                                          | Rel. vlhkost při 32,2 °C (90 °F) |
| -------------- | ---------------------------------------------------------- | -------------------------------- |
| >24 °C         | Těžko snesitelné dusno, problémy s dýcháním u citlivějších | >62 %                            |
| 21–24 °C       | Velmi nepohodlné vlhko a dusno                             | 52–62 %                          |
| 18–21 °C       | Nepohodlné pro citlivější, ještě snesitelné pro ostatní    | 43–52 %                          |
| 16–18 °C       | Pro většinu přijatelné, citlivější cítí větší vlhkost      | 38–43 %                          |
| 13–16 °C       | Dobře snesitelné                                           | 31–38 %                          |
| 10–12 °C       | Příjemné až ideální                                        | 25–29 %                          |
| <10 °C         | Suché pro citlivější, přijatelné pro ostatní               | <25 %                            |

Zdroj: 

## Rosný bod z hlediska zdravotní nezávadnosti vnitřního prostředí stavby
Rosící se okno bývá spolehlivý indikátor zvýšené vlhkosti v interiéru. Rám okna, ale i zasklení jsou kvůli nízké tepelně-izolační schopnosti obvykle chladné, a pokud jejich teplota poklesne pod rosný bod, vzdušná vlhkost začne na těchto místech kondenzovat. Důsledkem pak může být například růst škodlivých plísní.
| Interiérová teplota vzduchu | Interiérová relativní vlhkost vzduchu | Teplota rosného bodu vzduchu |
| --------------------------- | ------------------------------------- | ---------------------------- |
| 20 °C                       | 40 %                                  | 6,03 °C                      |
| 20 °C                       | 50 %                                  | 9,29 °C                      |
| 20 °C                       | 60 %                                  | 12,02 °C                     |
| 20 °C                       | 70 %                                  | 14,37 °C                     |
| 25 °C                       | 40 %                                  | 10,49 °C                     |
| 25 °C                       | 50 %                                  | 13,87 °C                     |
| 25 °C                       | 60 %                                  | 16,70 °C                     |
| 25 °C                       | 70 %                                  | 19,15 °C                     |